# Сілвер-Ферс (Вашингтон)
Сілвер-Ферс (англ. Silver Firs) — переписна місцевість (CDP) в США, в окрузі Сногоміш штату Вашингтон. Населення — 22 174 особи (2020).

## Географія
Сілвер-Ферс розташований за координатами 47°51′49″ пн. ш. 122°8′59″ зх. д. / 47.86361° пн. ш. 122.14972° зх. д. (47.863492, -122.149705).  За даними Бюро перепису населення США в 2010 році переписна місцевість мала площу 17,74 км², уся площа — суходіл.

## Демографія
Згідно з переписом 2010 року, у переписній місцевості мешкала 20 891 особа в 6750 домогосподарствах у складі 5626 родин. Густота населення становила 1178 осіб/км².  Було 6994 помешкання (394/км²).
Расовий склад населення:
| - 77,6 % — білих - 13,4 % — азіатів - 1,7 % — чорних або афроамериканців - 0,5 % — корінних американців - 0,2 % — вихідців з тихоокеанських островів - 1,7 % — осіб інших рас |

До двох чи більше рас належало 4,9 %. Частка іспаномовних становила 6,2 % від усіх жителів.
За віковим діапазоном населення розподілялося таким чином: 31,3 % — особи молодші 18 років, 63,7 % — особи у віці 18—64 років, 5,0 % — особи у віці 65 років та старші. Медіана віку мешканця становила 35,3 року. На 100 осіб жіночої статі у переписній місцевості припадало 98,7 чоловіків;  на 100 жінок у віці від 18 років та старших — 96,9 чоловіків також старших 18 років.
Середній дохід на одне домашнє господарство  становив 116 485 доларів США (медіана — 103 186), а середній дохід на одну сім'ю — 123 148 доларів (медіана — 110 074). Медіана доходів становила 75 863 долари для чоловіків та 49 401 долар для жінок. За межею бідності перебувало 4,3 % осіб, у тому числі 4,0 % дітей у віці до 18 років та 4,2 % осіб у віці 65 років та старших.
Цивільне працевлаштоване населення становило 11 902 особи. Основні галузі зайнятості: освіта, охорона здоров'я та соціальна допомога — 21,5 %, виробництво — 14,1 %, роздрібна торгівля — 10,6 %, науковці, спеціалісти, менеджери — 10,6 %.